# Arnulf Herrmann
Arnulf Herrmann (* 12. Dezember 1968 in Heidelberg) ist ein deutscher Komponist.

## Leben
Herrmann studierte zunächst am Richard-Strauss-Konservatorium München Klavier bei Gernot Sieber, danach an der Musikhochschule Dresden Komposition bei Wilfried Krätzschmar sowie Musiktheorie und Klavier bei Arkadi Zenzipér. Von 1995 bis 1996 war er Erasmus-Austauschstudent am Conservatoire de Paris (CNSMDP) bei Gérard Grisey und Emmanuel Nunes. Anschließend studierte er an der Berliner Hochschule der Künste (der heutigen Universität der Künste) Komposition bei Friedrich Goldmann und Musiktheorie bei Hartmut Fladt und Gösta Neuwirth. 2002 schloss er seine Studien bei Hanspeter Kyburz und Jörg Mainka an der Hochschule für Musik „Hanns Eisler“ Berlin ab.
Arnulf Herrmann arbeitet mit internationalen Ensembles für zeitgenössische Musik zusammen, darunter dem Ensemble intercontemporain, dem Klangforum Wien, dem Ensemble musikFabrik und dem Ensemble Modern. Seine Stücke werden auf Festivals wie zum Beispiel den Donaueschinger Musiktagen, den Wittener Tagen für neue Kammermusik oder Wien Modern, gespielt.
2003 übernahm Herrmann einen Lehrauftrag in Theorie, Analyse und Gehörbildung an der Hochschule für Musik „Hanns Eisler“ Berlin, ab 2004 war er dort als Hauptfachlehrer für Komposition und seit 2006 außerdem als Dozent für Instrumentation und Analyse tätig.
Seit dem 1. April 2014 hat er in der Nachfolge von Theo Brandmüller die Professur für Komposition an der Hochschule für Musik Saar inne.
Im November 2017 wurde mit großem Erfolg seine Oper Der Mieter an der Oper Frankfurt, die das Werk in Auftrag gegeben hatte, uraufgeführt. Die Oper beruht auf dem Roman von Roland Topor aus dem Jahr 1964, das Libretto wurde von Klaus Händl erstellt. Es inszenierte Johannes Erath, es dirigierte Kazushi Ōno.

## Auszeichnungen und Ehrungen
- 2001: Hanns-Eisler-Preis für Komposition und Interpretation zeitgenössischer Musik
- 2003: Kompositionspreis der Landeshauptstadt Stuttgart
- 2006: Preis der International Rostrum of Composers der UNESCO in Paris
- 2008: Förderungspreis Musik des Kunstpreises Berlin
- 2008: Stipendium der Villa Massimo im Rom[2]
- 2010: Komponisten-Förderpreis der Ernst von Siemens Musikstiftung

## Kompositionen (Auswahl)

### Opern
- Wasser, UA: Mai 2012, Münchener Biennale; Libretto: Nico Bleutge. Bereits 2011 wurden Ausschnitte aus der Oper im Rahmen der Wittener Tage für neue Kammermusik dargeboten. Im Juni 2012 wurde sie, da sie in Zusammenarbeit mit der Oper Frankfurt produziert wurde, im Oper LAB in der Frankfurter Schmidtstraße aufgeführt.[3]
- Der Mieter, UA November 2017, Oper Frankfurt (Auftragswerk), Libretto: Händl Klaus.[4]

### Für Orchester
- Herzbergwerk (2009)
- durchbrochene Arbeit (2012)

### Für Ensemble und Stimmen
- Seestück (Traum) und Tanz (2012)
- Drei Gesänge am offenen Fenster (2014)

### Für Ensemble
- direkt entrückt (2003)
- Terzenseele (2005)
- Fiktive Tänze (vol. 1) (2008)
- Fiktive Tänze (vol. 2) (2008/2009)

### Für Soloinstrumente und Ensemble
- Anklang (2004) für 2 Keyboards und Ensemble
- Monströses Lied (2007) für Soloklarinette und kleines Ensemble

### Kammermusik
- eine Bagatelle (Duoversion) (2010) für Klarinette und Horn
- eine Bagatelle (Trioversion) (2010) für Klarinette, Bassklarinette und Horn
- Hausmusik (2010) für Klavier, vierhändig

### Für Soloinstrumente
- Privatsammlung (2006). Variationen für Klavier
- ROOR (2005) für Posaune solo

## Aufnahmen (Auswahl)
- Arnulf Herrmann: Ensemblestücke, Wergo WER 6576 2 (2010).

Fiktive Tänze - vol. 1
Monströses Lied
Terzenseele
Anklang
direkt entrückt
- Wittener Tage für Neue Kammermusik (2011)

Seestück (Traum) und Tanz
- Porträt Uwe Dierksen: ROOR (2011) (EMSACD-004; EMCD-014)
- #41 Arnulf Herrmann, BR-KLASSIK 900641 (2023).

Drei Gesänge am offenen Fenster
Tour de Trance